# Кузкината майка
Майката на Кузма или майката на Кузка (на руски: Кузькина мать) е израз, дълбоко вкоренен в руската култура, означаващ неопределена заплаха или наказание. Произхожда от руската поговорка „да покажеш на някого кузкината майка“, което предполага да „разкажеш играта“ на някого или да наложиш сурово наказание. Този израз става особено известен благодарение на употребата му от Никита Хрушчов, виден съветски лидер, известен с колоритния си език и ярките си изрази в контекста на международната дипломация.
Точният произход на израза е неясен, но фразата „да покажеш на някого майката на Кузка“ традиционно предполага налагане на строго порицание или наказание, което няма да бъде скоро забравено. Корените на израза вероятно са свързани със селските и земеделските аспекти на руския живот, където личните и обществените конфликти може да са изисквали ярък език, за да се изразят заплахи или предупреждения по културно резонансен начин. В миналото е имало опит да се осигури научна етимология на израза, свързвайки го с бръмбара Козка, който е склонен да се заравя дълбоко под земята и е труден за откриване. Това обяснение обаче по-късно е отхвърлено като обикновена спекулация.
Различни документи от XIX век записват други варианти на поговорката за майката на Кузка, като например „нека някой узнае името на майката на Кузка“.
В мемоарите си Хрушчов споменава различни „интересни и странни ситуации“, включително инцидент, в който е използвал фразата, но споменава, че това не е първият път, когато тя е обърквала преводачите.
През 1959 г., по време на посещение на вицепрезидента на Съединените щати Ричард Никсън в Съветския съюз, на Търговския и културен панаир на Съединените щати в парк „Соколники“ в Москва се провежда обмен на мнения, по време на който възниква дискусия за комунизма и капитализма. Никита Хрушчов заявява в речта си, че Съветският съюз ще „настигне и надмине“ Съединените щати и „ще ви покажем майката на Кузка“. Преводачът бил шокиран и казал нещо буквално за майката на Кузма, което предизвикало объркване сред американската делегация, която не разбрала за коя майка говори. Преводачът Юрий Лапанов твърди, че е направил това, за да предаде същността на израза на Хрушчов, без да провокира дипломатическо напрежение.
Поради употребата си в дипломацията по време на Студената война фразата е била използвана като кодова дума за атомната бомба, и по-специално за Цар Бомба, устройство за тестване на ядрен синтез, наричано от създателите му „Майката на Кожаците“.
Днес в ежедневната руска реч изразът се използва по-скоро по хумористичен или преносен начин, далеч от конотациите на ерата на Студената война. Фразата може да се използва като закачливо предупреждение или подигравателна заплаха сред приятели, подобно на поговорката „да покажеш на някого какво е“ (кукиш). Употребата му отразява намерението на говорещия да предизвика културната и историческата тежест на израза, като същевременно го прилага към съвременни, често по-малко сериозни ситуации.